# Dolo agit
Dolo agit ist die Abkürzung des lateinischen Rechtssatzes Dolo agit, qui petit, quod statim redditurus est (sinngemäß: Arglistig handelt, wer etwas verlangt, was er augenblicklich wieder zurückgeben muss).

## Die Bedeutung derDolo-agit-Regel
Der Satz besagt, dass niemand erfolgreich eine Leistung einklagen kann, die er sogleich nach Erhalt zurückgeben müsste, weil dem Schuldner ein entsprechender Gegenanspruch zusteht.
Zur Illustration zwei Fallbeispiele:
- E ist Erbe des verstorbenen X. In seinem Testament hat X angeordnet, dass sein Freund F als Vermächtnis einen bestimmten wertvollen Perserteppich aus der Erbmasse erhalten soll. Den Teppich hat F bereits als Leihgabe von X im Besitz. Nach dem Erbfall will E das Leihverhältnis beenden und den Teppich zurückhaben. Seiner auf den Leihvertrag bzw. das Eigentum am Teppich, das durch den Erbfall auf ihn übergegangen ist,  gestützten Klage kann F die Einrede dolo agit entgegenhalten. Daher muss er nicht erst den Teppich an E zurückgeben, um dann in einem zweiten Prozess seinen Anspruch auf Rückgabe aufgrund des Vermächtnisses durchzusetzen.

- Schuldner S hat bei Gläubiger G ein Darlehen aufgenommen. Zur Sicherung des Darlehens bestellt S auf Gs Verlangen eine Sicherungsgrundschuld an einem seiner Grundstücke. Parallel dazu vereinbaren S und G in einem Sicherungsvertrag, dass G die Grundschuld an S rückübertragen muss, sobald das Darlehen getilgt ist. Anders als eine Hypothek ist eine Grundschuld nämlich nicht akzessorisch, sondern abstrakt und besteht unabhängig von der zugrunde liegenden Forderung.

Später zahlt S das Darlehen zurück. Versucht G nun trotzdem, aus der Grundschuld eine Zwangsvollstreckung anzustreben, so kann S ihm die dolo agit Einrede entgegen halten.

## Ursprung derDolo-agit-Regel im römischen Recht
Der Satz stammt in seiner originalen, leicht abweichenden Formulierung dolo facit, qui petit quod redditurus est von dem römischen Juristen Iulius Paulus, der Ende des zweiten und Anfang des dritten Jahrhunderts nach Christus lebte. Die Äußerung des Paulus ist gleich zweimal in die Digesten, eine von dem spätantiken Kaiser  Justinian veranlasste Sammlung von Fragmenten aus den Werken der klassischen Juristen, aufgenommen worden.
Mit der Formulierung dolo facit (er handelt arglistig) bringt Paulus zu Ausdruck, dass dem Gläubiger, der etwas einfordert, was er sofort erstatten müsste, die exceptio doli (Arglisteinrede) entgegengehalten werden kann: Nach römischem Recht konnte der Beklagte im Prozess sich gegen einen Anspruch dann erfolgreich verteidigen, wenn er geltend machte, der Kläger verhalte sich arglistig. Diese Einrede der Arglist konnte entweder darauf gestützt werden, dass der Kläger sich schon im Vorfeld des Prozesses, insbesondere bei Begründung der nun eingeklagten Forderung arglistig (d. h. betrügerisch oder unfair) verhalten habe, oder darauf, dass sein derzeitiges Verhalten, also gerade die Erhebung der Klage, arglistig sei. Um einen Fall der letztgenannten Art, also des dolus praesens oder der gegenwärtigen Arglist handelt es sich, wenn die Klage der Erlangung einer Leistung dient, die der Gläubiger sofort nach Erhalt wieder an den Schuldner zurückgeben müsste.
Bei Paulus steht die Aussage im Zusammenhang mit der Erörterung eines erbrechtlichen Falls, der dem zu Anfang vorgestellten Fallbeispiel ähnelt. In den Digesten ist der Satz jedoch aus seinem ursprünglichen Kontext gelöst und in den Titel Digesten 50, 17 eingereiht, in dem zahlreiche allgemein anwendbare Rechtsregeln versammelt sind.

## DieDolo-agit-Regel im heutigen deutschen Recht
Die Dolo-agit-Regel ist nicht ausdrücklich im BGB geregelt. Sie existiert im heutigen deutschen Recht aber als spezielle Ausprägung des Verbots der unzulässigen Rechtsausübung, das von der Rechtsprechung und Rechtslehre entwickelt wurde und in § 242 BGB verankert ist. Teilweise wird sie auch als Arglisteinwand bezeichnet.
Nach wie vor besagt sie, dass eine Klage eine unzulässige Rechtsausübung darstellt und keinen Erfolg haben darf, wenn der Kläger die eingeklagte Leistung sofort an den Beklagten zurückgeben müsste, weil diesem ein Gegenanspruch auf sofortigen Rückerhalt zusteht. Ein Rückgewähranspruch kann sich sowohl aus Gesetz als auch aus Vertrag ergeben. Ein Beispiel für eine vertragliche Bindung ist ein Mietvertrag, der den Vermieter daran hindert, die Mietsache räumen zu lassen.

## DieDolo-agit-Regel in anderen Rechtsordnungen
Neben der deutschen Rechtsordnung kennen noch andere Rechtsordnungen einen dolo-agit-Grundsatz. In Asien kennt unter anderem das japanische Recht eine Dolo-agit-Einrede, die aus Art. 1 III des Minpo hergeleitet wird. Für den Beweis der Umstände der Einrede trägt der die Einrede erhebene Beklagte die Beweislast, für die Anordnung einer Sicherheitsleistung ist allerdings die Glaubhaftmachung der Böswilligkeit des Klägers genügend. In Europa kennen unter anderem das spanische Recht und das belgische Recht ungeschriebene Dolo-agit-Maximen.